# Czarnogóra na Mistrzostwach Świata w Lekkoatletyce 2011
Czarnogóra na Mistrzostwach Świata w Lekkoatletyce 2011 była reprezentowana przez 2 zawodników – 1 kobietę i 1 mężczyznę.

## Wyniki reprezentantów Czarnogóry

### Mężczyźni

#### Konkurencje biegowe
| Konkurencja   | Zawodnik   | Runda 1  | Runda 1 | Półfinał | Półfinał | Finał    | Finał   |
| Konkurencja   | Zawodnik   | Rezultat | Pozycja | Rezultat | Pozycja  | Rezultat | Pozycja |
| ------------- | ---------- | -------- | ------- | -------- | -------- | -------- | ------- |
| Bieg na 200 m | Luka Rakić | 22,73    | 52      | NQ       | NQ       | NQ       | NQ      |

### Kobiety

#### Konkurencje techniczne
| Konkurencja | Zawodniczka    | Eliminacje | Eliminacje | Finał    | Finał   |
| Konkurencja | Zawodniczka    | Rezultat   | Pozycja    | Rezultat | Pozycja |
| ----------- | -------------- | ---------- | ---------- | -------- | ------- |
| Skok wzwyż  | Marija Vuković | 1,80 m     | 28         | NQ       | NQ      |